# You Yangs

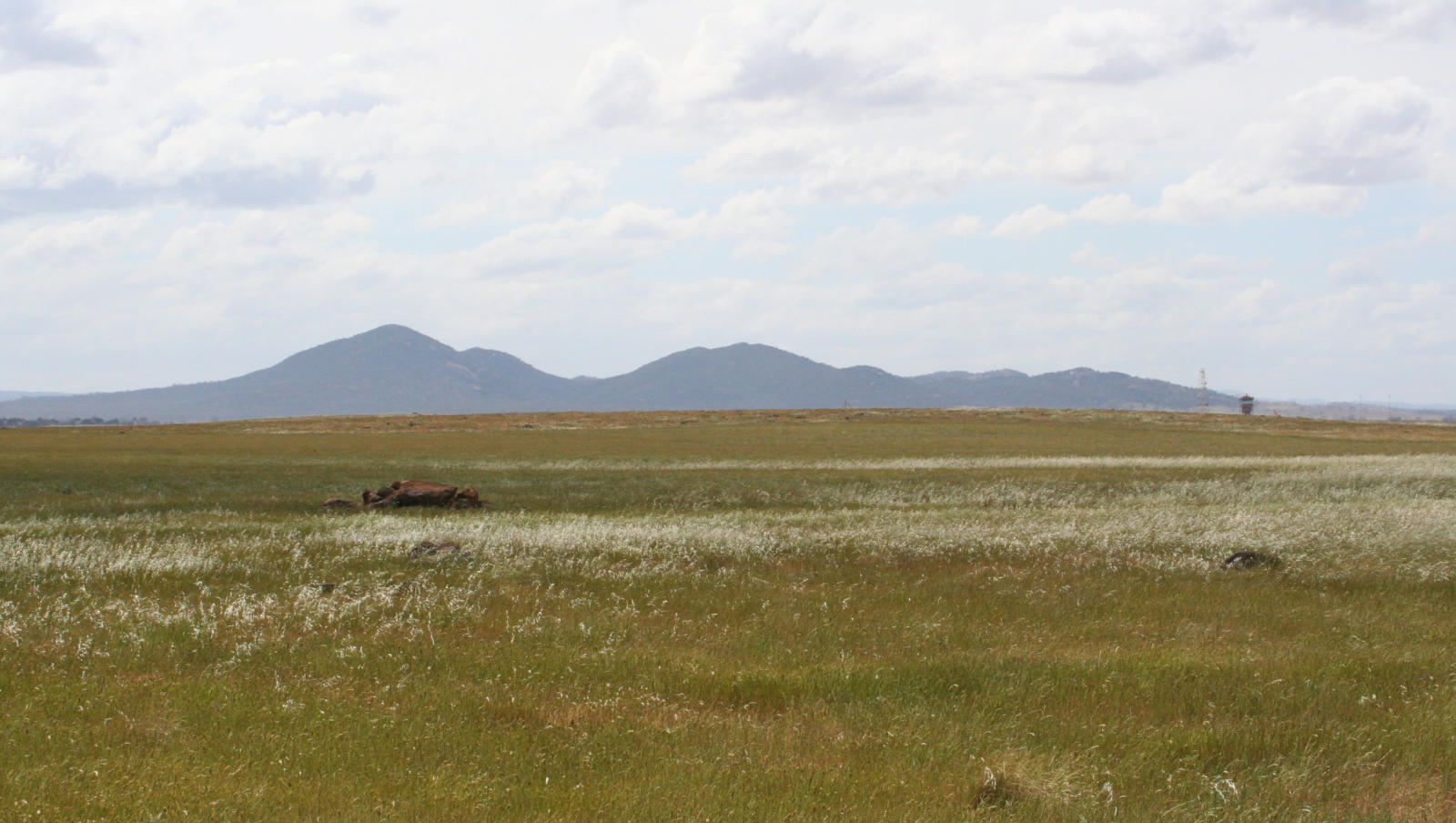
Vue panoramique des You Yangs depuis le sud.

Les You Yangs forment un groupe de montagnes granitiques à 22 km au nord de Geelong et à 55 km au sud ouest de Melbourne, dans l'État de Victoria, en Australie. Hautes de seulement 352 m, elles sont cependant visibles de très loin, dominant toutes les plaines environnantes.
Leur nom est d'origine aborigène : Wurdi Youang ou Ude Youang signifiant « la grande montagne au milieu de la plaine ». Le premier Européen à les avoir gravi serait Matthew Flinders en 1802.
Les You Yangs sont le domicile de plus de 200 sortes d'oiseaux, de kangourous, d'écureuils, de possums et de koalas.